# ローザ・オトゥンバエヴァ
ローザ・イサコヴナ・オトゥンバエヴァ（キルギス語: Роза Исаковна Отунбаева、英語: Roza Otunbayeva、1950年8月23日 - ）は、キルギスの政治家、外交官。同国大統領を務めた。ジョゴルク・ケネシ（国会）代議員。「統合国民運動」政治局員。ソビエト連邦時代、独立後を通じて外相、各国大使を務めた。報道ではオツンバエワ、オトゥンバエワとも表記される。

## 経歴

### ソ連時代
- 1972年 - ロモノソフ名称モスクワ国立大学哲学部を優等で卒業
- 1975年 - ロモノソフ名称モスクワ国立大学大学院を卒業
- 1975年-1981年 - キルギス国立大学の講師、先任講師、哲学講座主任
- 1981年-1983年 - ソ連共産党フルンゼ市レーニンスキー地区第二書記
- 1983年-1986年 - 党フルンゼ市委員会第二書記
- 1986年-1989年 - キルギス・ソビエト社会主義共和国閣僚会議副議長、外務相
- 1989年-1991年 - ソ連ユネスコ問題委員会責任書記、議長、ソ連外務省参事

### キルギス共和国時代
- 1992年 - 副首相、外相
- 1992年-1994年 - 駐米加非常全権大使
- 1994年-1997年 - 外相
- 1997年 - 駐英・北アイルランド非常全権大使
- 2002年5月～ - 駐グルジア国連事務総長副特別代表
- 2004年12月9日 - 「アタ・ジュルト」（祖国）運動共同議長[注釈 1]

2005年3月～9月、外相代行。同年9月27日、フェリックス・クロフ政権の外相に推薦されたが、ジョゴルク・ケネシにより拒否された。10月12日から憲法評議会議員。
2006年1月から「アサバ」（愛国）党共同議長。2008年1月、キルギス社会民主党からジョゴルク・ケネシ代議員に当選。2008年12月24日、「統合国民運動」政治局員。
2010年4月、野党勢力による反政府デモ（2010年キルギス騒乱）が発生しクルマンベク・バキエフ政権が崩壊、オトゥンバエヴァは自らを代表とする暫定政府の発足を宣言した。同年5月19日、「暫定キルギス共和国大統領」に就任。7月14日、暫定政府に代わる「技術政府」を発足。
2011年12月1日をもって大統領を退任。退任後は自身の名を冠した国際公共財団を2012年1月に設立 し、同財団を中心に活動している。
2022年9月より国連アフガニスタン支援団（UNAMA）トップを務めている。

## ギャラリー
- 米国のヒラリー・クリントン国務長官と（2011年3月8日）
- インドのA・K・アントニー国防相と（2011年7月5日）
- 米国のウェンディ・ルース・シャーマン国務副長官と（2022年12月15日）

## 人物
- 既婚、1男1女を有する。[要追加記述]

- 哲学科学準博士、助教授。キルギス語、ロシア語、英語、ドイツ語、フランス語を話す。

- 2011年、米国国務省から国際女性勇気賞（英語版）を、2012年12月13日付でユーラシア財団（英語版）から『2012年ビル・メインズ賞』(2012 Bill Maynes Award )を授与されている。